# Радмила Нешић
Радмила Нешић (Пирот, 31. август 1977) је дипломирана правница, активисткиња и координаторка Удружења Тернипе у Пироту и једна од добитница награде Цвет успеха за жену змаја за подстицање предузетништва код осетљивих група жена.

## Биографија
Радмила Нешић је рођена 31. августа 1977. године у Пироту. Школовала се у Економској школи у Пироту и на универзитету Унион - Никола Тесла у Београду, на Катедри за пословне студије и право где је стекла звање "дипломирани правник".
Године 2010. године је основала је удружење грађана под називом Тернипе, које се бави проблемима Ромкиња и Рома, пре свега младих, а циљ је њихова интеграција и обезбеђивање бољих услова живота и директно им се пружа помоћ кроз разне активности, едукације, јавног заговарања и саветовања. 
Такође, учесница је многобројних семинара и обука као што су: Академија женског предузетништва, писање практичне политике, писање предлога пројекта по ЕУ стандардима, превенција младих Ромкиња и Рома на HIV/AIDS, политичка партиципација Ромкиња, мултикултуларност, социјално укључивање и социјално предузетништво.
Током свог досадашњег рада стекла је искуство у борби за права младих Ромкиња и водила је разне кампање, а једна од њих је имала за циљ да се Ромкиње сагледају у правом светлу, да се укаже на проблеме са којима се суочавају и да се разбију предрасуде и стереотипови. Активно се бори и за ромску децу где има за циљ превенцију раних дечјих бракова у ромској заједници у Пироту и у тој борби активно сарађује са УНИЦЕФ - ом и општином Пирот.